# Пердіта Фелісьєн
Пердіта Фелісьєн (англ. Perdita Felicien; нар. 29 серпня 1980) — канадська легкоатлетка, яка спеціалізувалася на бігу з бар'єрами.

## Спортивні досягнення
Учасниця змагань з бігу на 100 метрів з бар'єрами на двох Олімпійських іграх: у 2004 не змогла фінішувати у фінальному забігу, а у 2000 не змогла подолати перший кваліфікаційний раунд.
Чемпіонка світу з бігу на 100 метрів з бар'єрами (2003). Срібна призерка чемпіонату світу з бігу на 100 метрів з бар'єрами (2007). Фіналістка (8-е місце) чемпіонату світу в цій дисципліні (2009).
Чемпіонка світу в приміщенні з бігу на 60 метрів з бар'єрами (2004). Срібна призерка чемпіонату світу в приміщенні на цій дистанції (2010).
Була 3-ю у бігу на 100 метрів з бар'єрами на Континентальному кубку (2010).
Дворазова срібна призерка Панамериканських ігор з бігу на 100 метрів з бар'єрами (2003, 2007).
Чемпіонка Канади з бігу на 100 метрів з бар'єрами (2000, 2002, 2003, 2004, 2005, 2006, 2007, 2009, 2010, 2011).